# Absynt

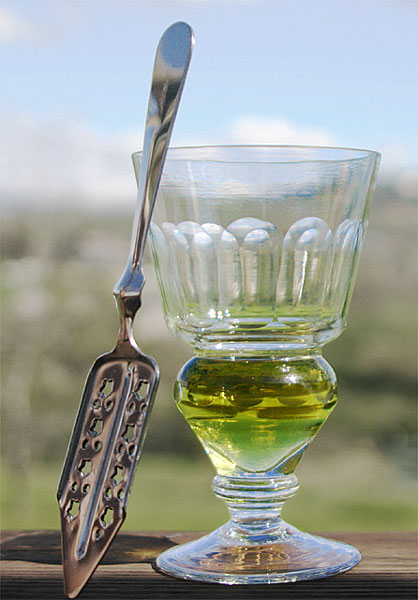
Kieliszek z absyntem naturalnej barwy i łyżeczka do słodzenia

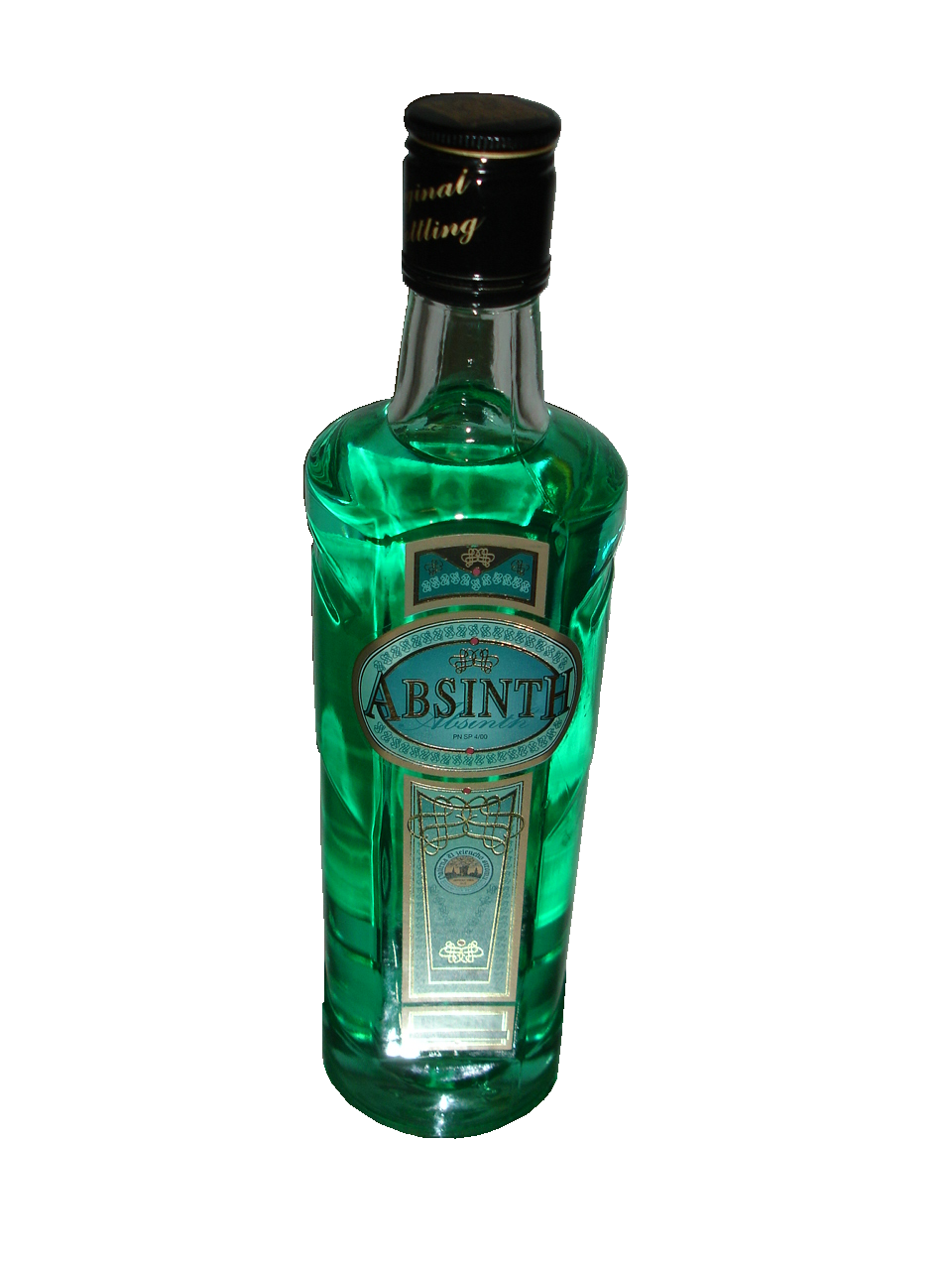
Czeski absynt

Absynt (Absinthe, Absinth) – wysokoprocentowy napój alkoholowy otrzymywany w procesie ekstrakcji kwiatów i liści piołunu (Artemisia absinthium), anyżu i kopru włoskiego oraz mniejszych ilości innych ziół. Absynt zaliczany jest do wódek smakowych. Zdarza się, że jest błędnie klasyfikowany jako rodzaj nalewki.
Ponieważ absynt jest zazwyczaj zielony (naturalnie lub z powodu dodanego barwnika), a także ze względu na jego właściwości psychoaktywne (związane z zawartym w nim tujonem), nazywany jest potocznie Zieloną Wróżką (fr. Fée Verte, ang. Green Fairy). Z powodu wysokiej zawartości alkoholu i znacznego stężenia olejków eterycznych powstało wiele sposobów spożywania tego trunku. Pijący absynt dodają trzy do pięciu części lodowatej wody do jednej części alkoholu, co powoduje jego mętnienie. Woda używana jest również do rozpuszczania cukru dodawanego w celu zmniejszenia goryczy. Wszystkie te przygotowania są uważane za istotną część doświadczenia wynikającego ze spożywania absyntu, do tego stopnia, że zostały one zrytualizowane oraz uzupełnione specjalnymi ażurowymi łyżeczkami i innymi akcesoriami. Smak absyntu jest podobny do smaku innych alkoholi z zawartością anyżu z wyraźnie odznaczającą się goryczą, przełamywaną przez dodawanie różnych ziół.
Pierwsza receptura została opracowana w XVIII wieku w Val de Travers w obecnym szwajcarskim kantonie Neuchâtel. Początkowo stosowany był jako leczniczy eliksir na wszelkie dolegliwości, zwłaszcza przeciwbólowo. Jednak znacznie większą popularność absynt zdobył na przełomie XIX i XX wieku we Francji, zwłaszcza pośród paryskiej bohemy artystycznej, dzięki której romantyczne skojarzenia z tym alkoholem trwają w kulturze masowej do dziś. U szczytu swojej popularności trunek został opisany jako niebezpieczny, silnie uzależniający narkotyk. Zawarty w piołunie tujon został oskarżony o większość szkodliwych skutków spożywania tego alkoholu. Do roku 1915 zakazano wytwarzania i sprzedaży w większości państw europejskich i w Stanach Zjednoczonych. Żadne jednak dowody nie wskazują na to, żeby absynt był bardziej niebezpieczny, czy w większym stopniu psychoaktywny, niż inne alkohole. Wznowienie produkcji nastąpiło na początku lat 90. XX wieku, kiedy państwa należące do Unii Europejskiej zaczęły stopniowo zezwalać na produkcję i sprzedaż trunku.
Współcześnie wiadomo, że absynt nie powoduje halucynacji. Powszechnie przyjmuje się, że doniesienia o halucynogennych efektach wynikających z konsumpcji absyntu wynikały z trujących substancji dodawanych do tańszych wersji trunku w XIX wieku, takich jak olejek piołunowy, zanieczyszczony alkohol (prawdopodobnie metanol) oraz trujące substancje barwiące – przede wszystkim (wśród innych zielonych soli miedzi) octan miedzi i trichlorek antymonu (ten ostatni był używany do podrabiania efektu uzo).

## Etymologia nazwy

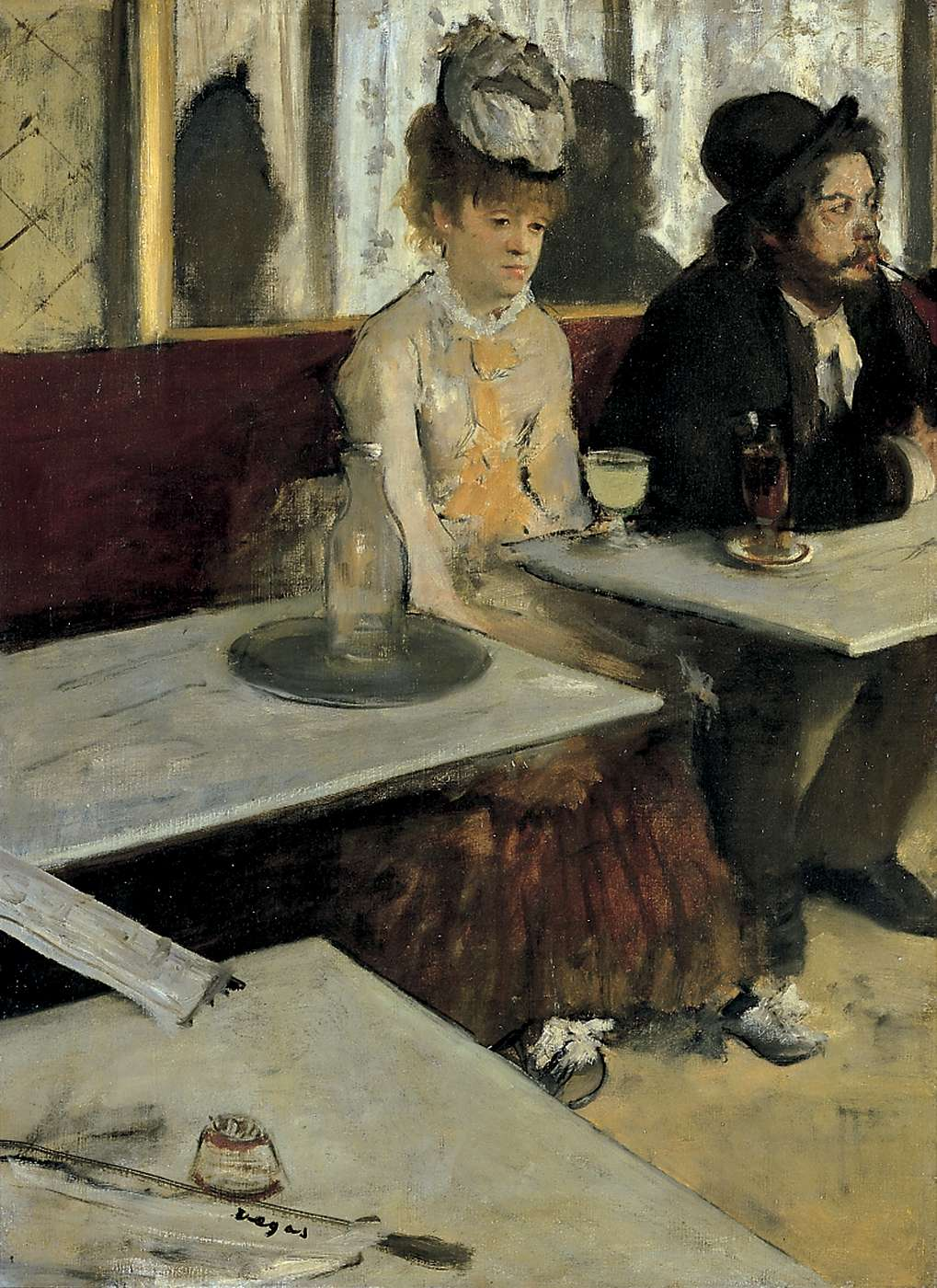
Edgar Degas, Absynt, 1876

Polskie słowo absynt pochodzi od francuskiego absinthe, oznaczającego napój alkoholowy lub roślinę – piołun Artemisia absinthium i Artemisia pontica. Absinthe wywodzi się z łacińskiego absinthium, które jest z kolei zmienioną formą greckiego αψινθιον (apsinthion). Oznaczać ono mogło niezdatny do picia. Jego znaczenie można próbować też wywieść od perskiego spand, oznaczającego najprawdopodobniej rutę stepową, roślinę znaną również ze swojej goryczy. Była ona często spalana w ofierze, co miało zapewnić ofiarodawcy ochronę ze strony bóstwa. Sugerować to może pochodzenie wyrazu od praindoeuropejskiego słowa *spend, oznaczającego złożenie ofiary lub spełnienie rytuału. Nie jest jednak pewne, czy termin został zapożyczony do greki z języka perskiego, czy od jakiegoś wspólnego języka, występującego wcześniej.

## Historia

### Początki
Pierwsze dowody na destylację alkoholu zawierającego piołun, anyż i fenkuł włoski pochodzą z końca XVIII wieku; niewykluczone jednak jest, że miało to miejsce wcześniej. Według krążacego przekazu absynt został po raz pierwszy wytworzony około 1792 roku przez francuskiego lekarza, Pierre’a Ordinaire’a, w Val-de-Travers w Szwajcarii. Istnieją jednak zapisy wskazujące, że ekstrakt z piołunu wytwarzały w tej okolicy już w 1769 roku dwie znachorki, siostry Marie-Louise i Marguerite-Henriette Henriod. Był on początkowo używany jako lek na wszelkie schorzenia i szybko zyskiwał na popularności. Recepturę odkupił Francuz major Daniel-Henri Dubied i, wraz ze swoim synem Marcelinem i szwagrem Henrym-Louisem Pernodem, założył w roku 1797 w Couvet Dubied Père et Fils, pierwszą przemysłową destylarnię absyntu na świecie. W 1805 roku została założona, w Pontarlier we Francji, druga wytwórnia, pod nazwą Maison Pernod Fils.
Popularność absyntu zaczęła wzrastać od lat 40. XIX wieku, kiedy armia francuska w Algierii zaczęła stosować go jako środek przeciwgorączkowy. Powracający do domów żołnierze rozpropagowali trunek, który szybko stał się popularny w różnego rodzaju lokalach. Szczególnie znany stał się w kręgach paryskiej burżuazji i bohemy artystycznej – do tego stopnia, że nazywany był nawet zieloną godziną. Od 1875 do 1913 roku spożycie nalewki piołunowej na jednego mieszkańca wzrosło we Francji piętnastokrotnie. Na przełomie XIX i XX wieku we Francji spożywano około 30, a wkrótce blisko 40 milionów litrów Zielonej Wróżki rocznie. Moda na trunek rozprzestrzeniła się po całej Europie, zdobywając popularność zwłaszcza na czeskich terenach monarchii austro-węgierskiej, dokąd przywieziony został przez lokalnych artystów.

### Wprowadzenie zakazu

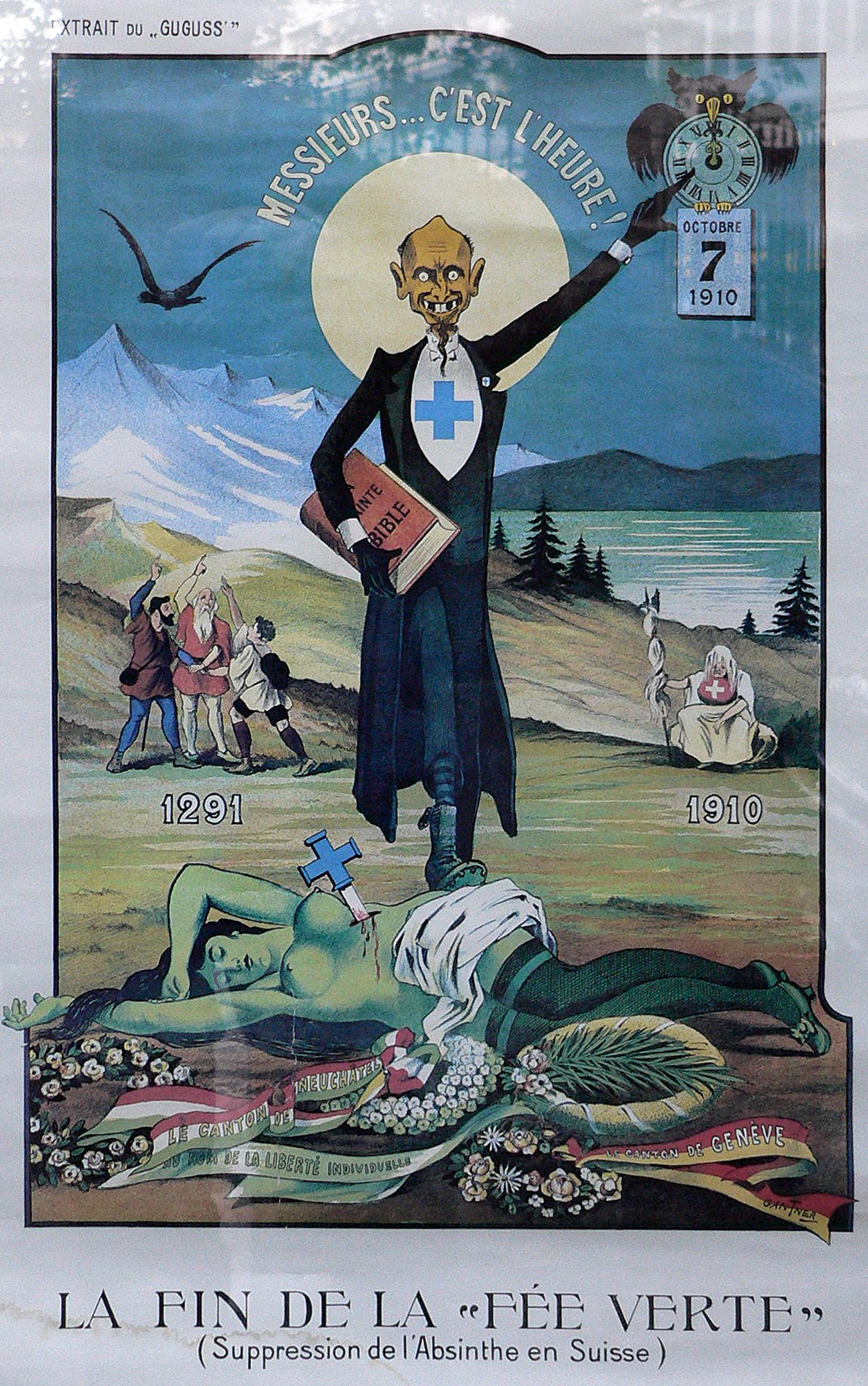
Szwajcarski plakat przeciwników zakazu

W końcu XIX wieku dramatycznie spadły zbiory winogron z powodu ataków filoksery wińca na plantacje, co spowodowało wzrost cen wina i zrównanie ich z ceną likierów. Poskutkowało to wzrostem spożycia różnego rodzaju alkoholi wysokoprocentowych. W początkach XX wieku zaczęły krążyć różne historie o rzekomym szkodliwym oddziaływaniu tych ostatnich, a zwłaszcza absyntu, zawierającego piołun, uznawany za roślinę halucynogenną. Łączono go z licznymi zbrodniami, szczególnie morderstwami, popełnianymi pod wpływem trunku. Opowieści te były podsycane przez ruch abstynencki i stowarzyszenia winiarzy.
Pierwszy zakaz produkcji i handlu tym alkoholem wprowadzono w Wolnym Kongu już w 1898 roku. W 1905 roku, jako pierwsze europejskie państwo, podobne restrykcje wprowadziła ojczyzna absyntu – Szwajcaria– która zakaz ten wpisała nawet w 1907 roku do swojej konstytucji. Delegalizacja szybko objęła wiele krajów Starego Kontynentu i Stany Zjednoczone (1912), w 1915 roku obejmując też Francję. Pernod przeniósł produkcję alkoholu do Hiszpanii, gdzie nadal była ona legalna – jednak z powodu braku rynków zbytu szybko zmuszony był zakończyć produkcję. Trunek wytwarzano w małych destylarniach, głównie w Czechach. Jego popularność stopniowo malała.

### Reaktywacja

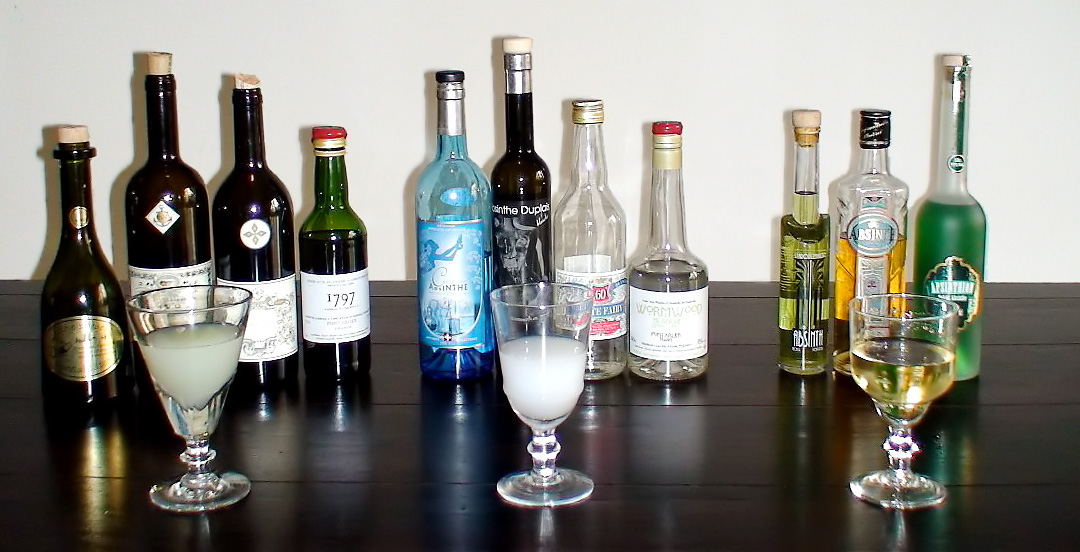
Współczesne butelki z absyntem

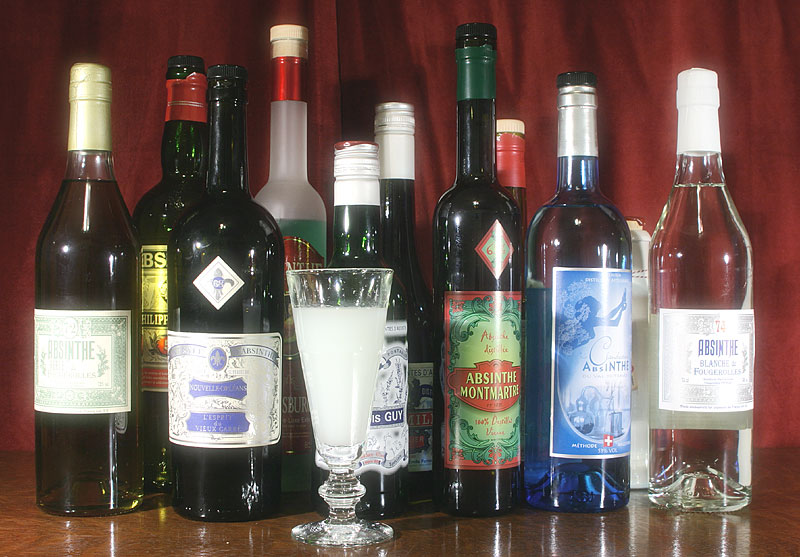
Współczesne butelki z absyntem

W latach 90. XX wieku na zlecenie brytyjskiego importera napojów alkoholowych czeska destylarnia rozpoczęła produkcję absyntu na większą skalę. Było to możliwe, gdyż zarówno w Czechach, jak i Wielkiej Brytanii nigdy nie zakazano prawnie produkcji ani handlu tym alkoholem. Zainicjowało to odrodzenie popularności trunku.
Przepisy we Francji zostały zmienione w 1988 roku, kiedy uchwalono prawo stanowiące, że zakazana jest produkcja i handel alkoholami niespełniającymi norm Unii Europejskiej dotyczących maksymalnej dopuszczalnej zawartości tujonu, jak również tych nazywanych absyntem. Nastąpiło szybkie odrodzenie francuskich tradycji związanych z trunkiem, który w tym kraju oficjalnie nazywa się teraz spiritueux à base de plantes d’absinthe (wódka na bazie piołunu).
W Konfederacji Szwajcarskiej konstytucyjny zakaz dotyczący tego trunku został uchylony w 2000 roku, jednak zakaz taki wpisano do zwykłej ustawy. Absynt stał się w swojej ojczyźnie ponownie legalnym alkoholem 1 marca 2005, po uchyleniu odnośnych przepisów. Obecnie prawo w tym kraju zezwala na jego produkcję i handel nim.
Obecnie produkcja i sprzedaż absyntu jest dozwolona niemal w każdym kraju, gdzie alkohol jest legalny. Wyjątkiem pozostają Stany Zjednoczone, jednak nie zakazano posiadania i spożywania absyntu. Pomimo zakazu funkcjonują tam jednak niewielkie destylarnie. Absynt jest całkowicie zakazany w Nowej Zelandii i Vanuatu.

## Sposób wytwarzania
Anyż, koper włoski i piołun, nazywane też świętą trójcą, to trzy główne zioła, używane do produkcji absyntu.
W zależności od rodzaju receptury i kraju, w którym alkohol ten jest wytwarzany, używa się też takich roślin jak: anyż gwiazdkowy, hyzop, melisa lekarska, wiązówka błotna, pokrzywa, skórka cytrynowa, korzenie dzięgielu, liście tataraku lub dyptamu, kolendra siewna, przetacznik, jałowiec, muszkatołowiec korzenny i wielu rodzajów górskich ziół.

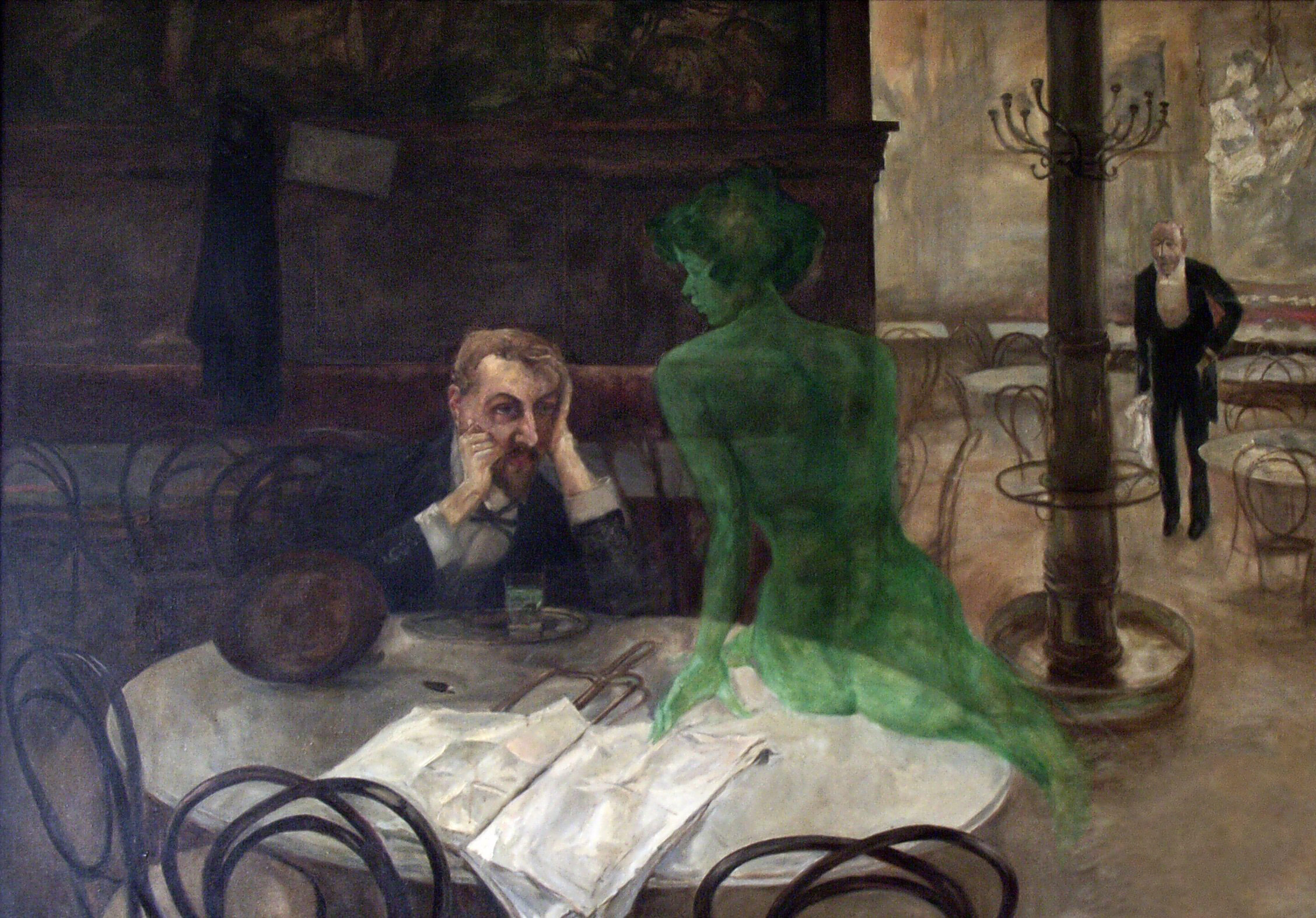
Pijak absyntu – obraz Viktora Olivy

Wyróżnić można dwie metody produkcji:
- Tradycyjna destylacja – Po odpowiednim okresie maceracji ziół alkoholem następuje destylacja. Po destylacji można przeprowadzić także macerację wtórną w celu nadania trunkowi koloru pochodzącego z chlorofilu ziół.
- Mieszanie ekstraktu z rozcieńczonym spirytusem – Obecnie zdecydowana większość absyntu produkowana jest poprzez mieszanie rozcieńczonego spirytusu z ekstraktem z ziół i sztucznymi barwnikami, ale nie ma to nic wspólnego z tradycyjnym absyntem.

Poprzez prostą macerację piołunu w alkoholu otrzymuje się bardzo gorzki napój, z powodu obecności rozpuszczalnego w wodzie olejku piołunowego. Oryginalne przepisy pomiędzy dwoma procesami maceracji wymagają przeprowadzenia destylacji. W jej rezultacie uzyskuje się bezbarwny destylat o około 82% zawartości alkoholu.

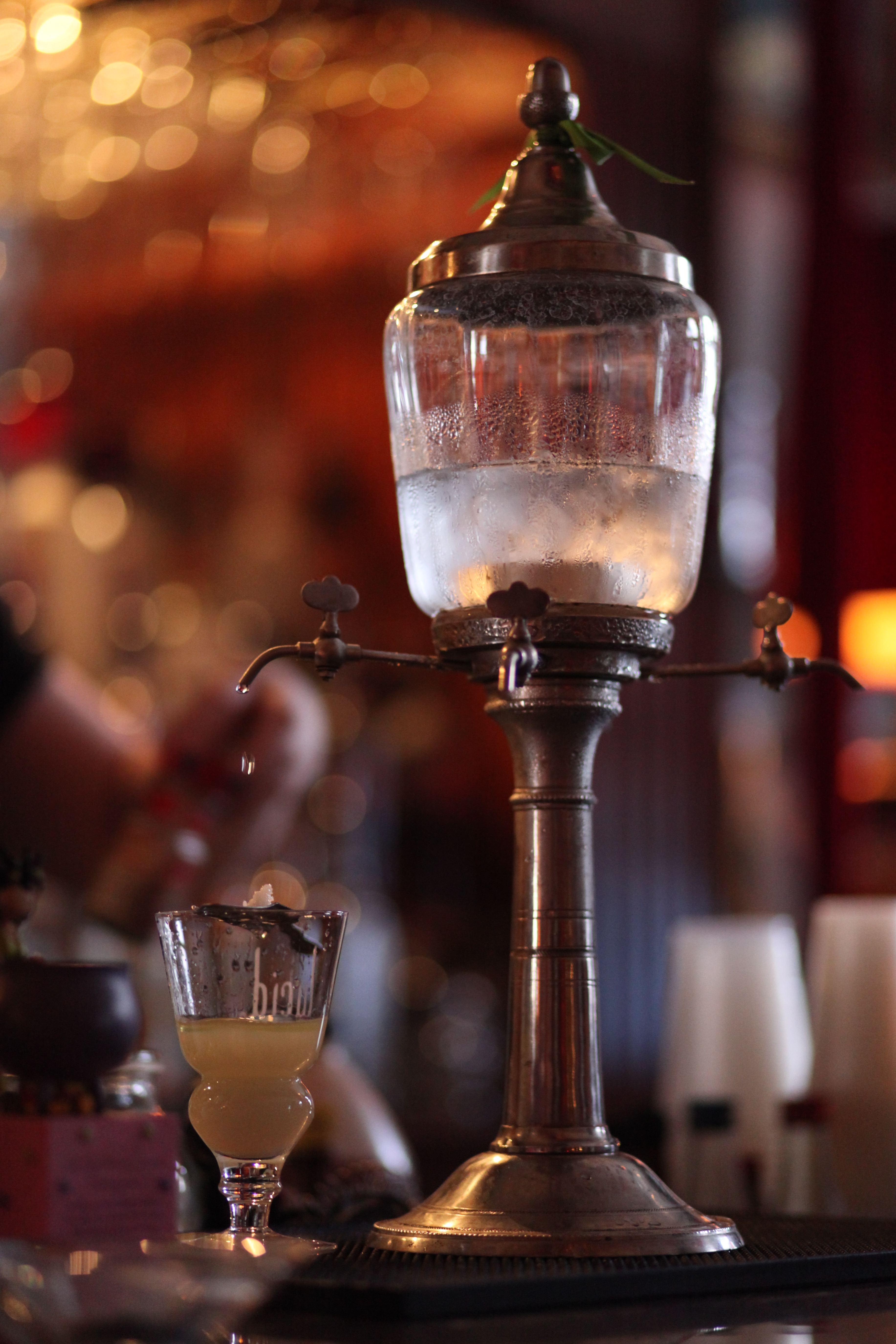
Zestaw do przyrządzania Absyntu „metodą francuską”: Fontanna z zimną woda, łyżka do absyntu i szklanka.

### Rodzaje absyntu
- Blanche – To czysty trunek zabutelkowany zaraz po destylacji. Posiada klarowany kolor, zwany czasem la Bleue. To wyrażenie było używane też jako nazwa produkowanego nielegalnie w trakcie obowiązywania zakazu, a następnie przemycanego do Francji, szwajcarskiego absyntu.
- Verte – Absynt typu Blanche poddany wtórnej maceracji. Taki proces w znaczący sposób zmienia kolor i smak trunku. Naturalnie barwiony absynt produkowany był w XIX wieku. Można to zrobić sztucznie, poprzez dodanie odpowiedniego barwnika albo metodą naturalną, podczas kolejnej maceracji. Uzyskany wcześniej płyn zabarwia się chlorofilem, poprzez dodanie do niego różnych ziół, a zwłaszcza piołunu, hyzopu lekarskiego i melisy. Czasem nadaje się temu alkoholowi barwę czerwoną, poprzez użycie we wspomnianym wyżej procesie kwiatów ketmii i innych kwiatów, bądź ziół o czerwonej barwie. Tak uzyskany absynt nazywany jest rouge. Teoretycznie możliwe jest uzyskanie każdego koloru, poprzez dodanie odpowiednich roślin, jednak tylko verte i rouge uznawane są za wyprodukowane tradycyjnymi metodami. Do otrzymanego w ten sposób trunku, dodaje się wody, w celu uzyskania pożądanej zawartości alkoholu. Po wystawieniu na działanie światła, chlorofil rozpada się, zmieniając kolor alkoholu z oliwkowego na szmaragdowy, żółto-zielony, poprzez bursztynowy, aż do brązowego.
- Absenta – Trunek o lekko cytrusowym smaku.
- Home made absithe –absynt produkowany w małych destylarniach, który wyróżniają indywidualnie dobrane zioła. Absynt tego typu rozpowszechnił się głównie w okresie jego nielegalności. Powstają one poprzez zmieszanie na zimno ziół, esencji i olejków z alkoholem, z pominięciem procesu destylacji. Powstałe w ten sposób oleiste absynty niekoniecznie są złe, pomimo iż generalnie uważane są za gorsze niż tradycyjnie przedestylowane rodzaje tego alkoholu. Dodatkowo, w znakomitej większości, pozostawiają w ustach gorzki posmak.Absynt przyrządzany w „sposób czeski”

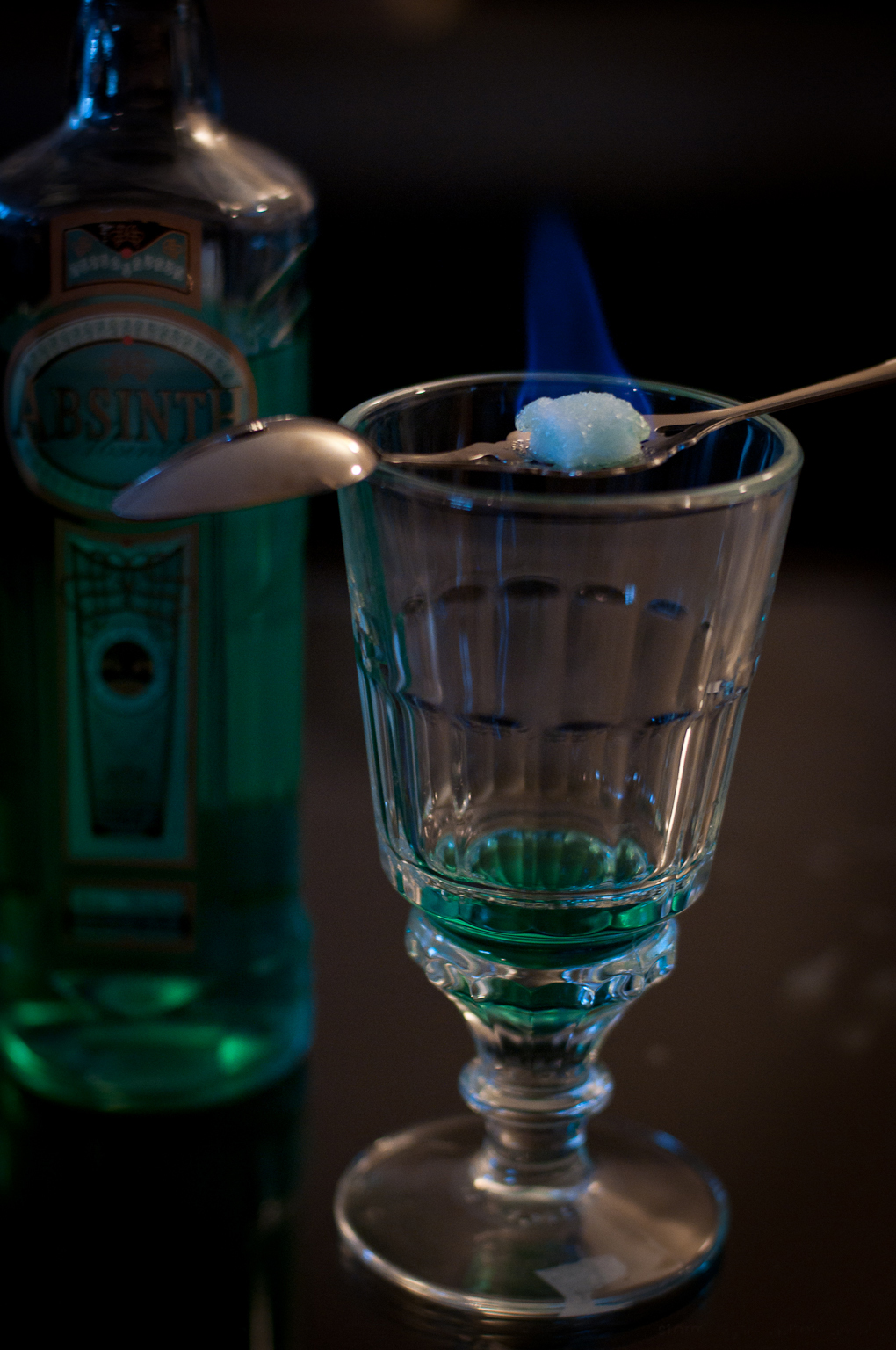
Absynt przyrządzany w „sposób czeski”

- Bohemian albo Czeski absinth Produkowany jest głównie w Republice Czeskiej od czego wziął swoją nazwę, chociaż nie wszystkie absynty z Republiki Czeskiej są w stylu czeskim. Absynt w stylu boho zazwyczaj zawiera niewiele lub wcale anyżu, kopru włoskiego i innych aromatów ziołowych kojarzonych z tradycyjnym absyntem, przez co nie występuje efekt louche, zatem w bardzo niewielkim stopniu przypomina absynt spopularyzowany w XIX wieku. Stąd też, absynt w stylu czeskim nie nadaje się do tradycyjnego przygotowania (sposobem francuskim), stworzono nowoczesny rytuał z udziałem ognia. Warto zauważyć, że czeska pisownia Absyntu to “absinth” (nie absinthe), bez “e” na końcu[11][12].

Większość objętości butelki tego likieru stanowi czysty alkohol, którego zawartość procentowa jest niezwykle wysoka i może się wahać pomiędzy 45% a 89,9%, chociaż nie ma żadnych dowodów, żeby absynt wytwarzany na masową skalę kiedykolwiek przekroczył 74%. Z powodu wysokiej zawartości alkoholu i niskiej rozpuszczalności wielu składników, napój ten zazwyczaj nie jest spożywany w postaci czystej, to znaczy bezpośrednio po przelaniu do kieliszka, lecz po skomplikowanych przygotowaniach, które przez lata stały się rytuałem.

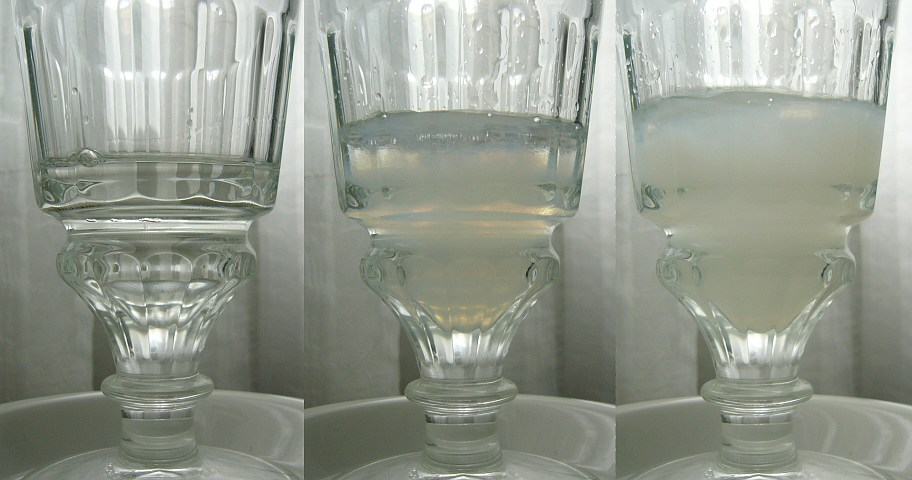
Efekt Louche absyntu typu Blanche w 3 odstępach czasu.

## EfektLouche
Po dodaniu do absyntu zimnej wody, uzyskuje się mleczno-białą, nieprzejrzystą substancję. Zjawisko obserwuje się także przy dodaniu zimnej wody do innych alkoholi z dodatkiem anyżu. Niektóre olejki eteryczne (zawarte na przykład właśnie w anyżu gwiaździstym) rozpuszczalne w alkoholach, nie rozpuszczają się w wodzie, co skutkuje ich wytrąceniem, gdy dodaje się jej do szklanki z wysokoprocentowym absyntem, obniżając w ten sposób stężenie etanolu.

## Uregulowania prawne
Współcześnie większość państw na świecie nie ma prawnej definicji absyntu, określającej jego skład, czy sposób produkcji. Sprawia to, że producenci mogą oznaczać produkty napisem absynt, absinthe lub absinth, niezależnie od tego, czy wypełniają one tradycyjne definicje. Ponieważ wiele państw nigdy nie wprowadziło zakazu dotyczącego tego alkoholu, nie wszystkie kraje mają uregulowania dopuszczające jego produkcję i sprzedaż.

### Unia Europejska
Dyrektywa Unii Europejskiej dopuszcza maksymalny poziom tujonu na 10 mg/kg w napojach alkoholowych powyżej 25% zawartości alkoholu i na 35 mg/kg w alkoholach spełniających normy dla gorzkich wódek. Kraje członkowskie mogą regulować produkcję i sprzedaż trunku w zakresie dyrektywy, o ile same nie ustanowią innego prawa. Polska przyjęła dyrektywę bez zmian i zastrzeżeń w 2006 roku.

### Francja
W uzupełnieniu dyrektywy unijnej Francja przyjęła swoistą regulację. Produkty nazywające się wprost absinthe nie mogą być w tym państwie sprzedawane, mogą być jednak produkowane na eksport. Zakaz sprzedaży jest powszechnie obchodzony poprzez nazywanie absyntu spiritueux à base de plantes d’absinthe (wódka na bazie piołunu, piołunówka). Francja ustaliła również maksymalną zawartość fenchonu, związku chemicznego występującego w koprze włoskim na 5 mg/l. Spowodowało to, że wiele marek szwajcarskich absyntów zostało uznane we Francji za nielegalne.

### Australia
Podobnie jak w Unii Europejskiej, gorzkie wódki mogą w tym kraju zawierać 35 mg/kg tujonu, natomiast inne napoje alkoholowe maksymalnie 10 mg/kg, tutaj jednak bez ograniczeń dotyczących zawartości procentowej alkoholu. W Australii import i sprzedaż absyntu wymaga specjalnych zezwoleń, jednak jest on dostępny w wielu wyspecjalizowanych sklepach. Pozostaje nierozstrzygnięte, czy dopuszczalny jest przewóz tego alkoholu na użytek prywatny.

### Szwajcaria
W Szwajcarii sprzedaż i produkcja absyntu była zakazana od 1910 do 2005 roku. Zakaz został oficjalnie zniesiony 1 marca 2005 roku. Żeby dana marka mogła być dopuszczona do sprzedaży, alkohol musi być destylowany i pozbawiony koloru, o ile nie jest to kolor naturalny, uzyskiwany w wyniku produkcji.

### Kanada
W Kanadzie ustawodawstwo antyalkoholowe leży w gestii rządów lokalnych. Prowincja Kolumbia Brytyjska zezwala na sprzedaż absyntu bez regulacji dotyczącej maksymalnej zawartości tujonu w alkoholu. Prowincje Alberta, Ontario i Nowa Szkocja ustaliły maksymalną zawartość tujonu na 10 mg w kilogramie alkoholu, Québec natomiast ustalił tę wartość na 15 mg/kg. W pozostałych prowincjach sprzedaż absyntu zawierającego tujon jest zakazana. Na sprzedaż danego rodzaju absyntu udzielane są zezwolenia przez specjalne komisje. Obecnie marki absyntów posiadające zezwolenia to: Hill’s Absinth, Czech Absinth s.r.o., Elie-Arnaud Denoix, Pernod, Absente, Versinthe oraz La Fée Absinthe. Tak jak każdy alkohol w Kanadzie, absynt może być sprowadzany jedynie przez odpowiednie agencje rządowe, import indywidualny jest zakazany.
Produkcja tego trunku również regulowana jest przez rządy lokalne. Jedynym producentem, który posiada odpowiednie zezwolenia, jest Okanagan Spirits, mający siedzibę w Vernon w prowincji Kolumbia Brytyjska. Destyluje ona absynt sposobami przypominającymi te stosowane we Francji i Szwajcarii. Produkowana przez to przedsiębiorstwo marka Taboo została dopuszczona do sprzedaży w Kolumbii Brytyjskiej, Ontario i Albercie.

### Stany Zjednoczone
Według opinii Biura Celnego i Ochrony Granic Stanów Zjednoczonych (ang.US Customs and Border Protection), będącego częścią Departamentu Bezpieczeństwa Krajowego Stanów Zjednoczonych: Import absyntów i innych napojów alkoholowych zawierających piołun jest zakazany. Z kolei regulacje amerykańskiej Agencji Żywności i Leków zezwalają na użycie piołunu w pożywieniu i napojach – jednak te, które zawierają piołun, biały cedr, mąklę tarniową, wrotycz pospolity lub krwawnik pospolity, nie mogą zawierać nawet śladowych ilości tujonu. Pozostałe rośliny zawierające tujon nie są objęte takimi restrykcjami. Przykładowo szałwia i olejek szałwiowy, mogące zawierać do 50% tujonu są dopuszczone do obrotu i umieszczone na liście Agencji jako uznane za bezpieczne.
Przeważający pogląd interpretacyjny regulacji prawnych Stanów Zjednoczonych pośród prawników i znawców tematu mówi, że najprawdopodobniej zgodny z prawem jest zakup absyntu na terytorium Stanów Zjednoczonych, jednak tylko do własnego użytku. Według Biura Podatków i Handlu Alkoholem i Tytoniem (ang. Alcohol and Tobacco Tax and Trade Bureau) sprzedaż produktów przeznaczonych do konsumpcji zawierających tujon, otrzymany z różnych gatunków piołunu, jest zabroniona. Z kolei według Administracji Legalnego Obrotu Lekarstw sprzedaż taka jest dozwolona. Regulacje celne wprost zabraniają importu absyntów. Jest on jednak rzadko zatrzymywany podczas kontroli granicznej, a na terytorium Stanów Zjednoczonych może być zatrzymany tylko na podstawie nakazu sądowego. Pseudoabsynt pod nazwą Absente, wytwarzany z bylicy bożego drzewka zamiast z bylicy piołunu, jest legalnie sprzedawany w Stanach Zjednoczonych. Nie zawiera on tujonu. Było to pierwsze pozwolenie w historii Stanów Zjednoczonych na sprzedaż alkoholu z napisem absinthe na opakowaniu (Absinthe Refined). Biuro Podatków i Handlu Alkoholem i Tytoniem Stanów Zjednoczonych klasyfikuje ten alkohol jako likier.
W 2007 prawa zakazujące sprzedaży i produkcji absyntu zostały złagodzone. Dopuszczono wtedy kilka marek do legalnej sprzedaży. Każdy z dopuszczonych absyntów musi przejść badania metodą chromatografii gazowej sprzężonej ze spektrometrią mas. Biuro Podatków i Handlu Alkoholem i Tytoniem dopuszcza produkt do obrotu i stwierdza, że jest pozbawiony tujonu, kiedy testy wykażą zawartość tej substancji mniejszą niż 10 mg/kg. Rozpoczęto produkcję absyntu na niewielką skalę.